# Anthurium baguense
Anthurium baguense Croat, 2005 è una pianta della famiglia delle Aracee, endemica del Perù.